# Cohocton
Cohocton és una població dels Estats Units a l'estat de Nova York. Segons el cens del 2000 tenia 854 habitants.

## Demografia
Segons el cens del 2000, Cohocton tenia 854 habitants, 316 habitatges, i 224 famílies. La densitat de població era de 219,8 habitants/km².
Dels 316 habitatges en un 38,6% hi vivien nens de menys de 18 anys, en un 49,1% hi vivien parelles casades, en un 13,6% dones solteres, i en un 29,1% no eren unitats familiars. En el 24,1% dels habitatges hi vivien persones soles l'11,7% de les quals corresponia a persones de 65 anys o més que vivien soles. El nombre mitjà de persones vivint en cada habitatge era de 2,68 i el nombre mitjà de persones que vivien en cada família era de 3,08.
Per edats la població es repartia de la següent manera: un 30,7% tenia menys de 18 anys, un 7,5% entre 18 i 24, un 27,8% entre 25 i 44, un 20,7% de 45 a 60 i un 13,3% 65 anys o més.
L'edat mediana era de 35 anys. Per cada 100 dones de 18 o més anys hi havia 92,2 homes.
La renda mediana per habitatge era de 35.147 $ i la renda mediana per família de 38.438 $. Els homes tenien una renda mediana de 30.057 $ mentre que les dones 22.321 $. La renda per capita de la població era de 13.660 $. Entorn del 13,5% de les famílies i el 15,3% de la població estaven per davall del llindar de pobresa.